# Sanford B. Dole

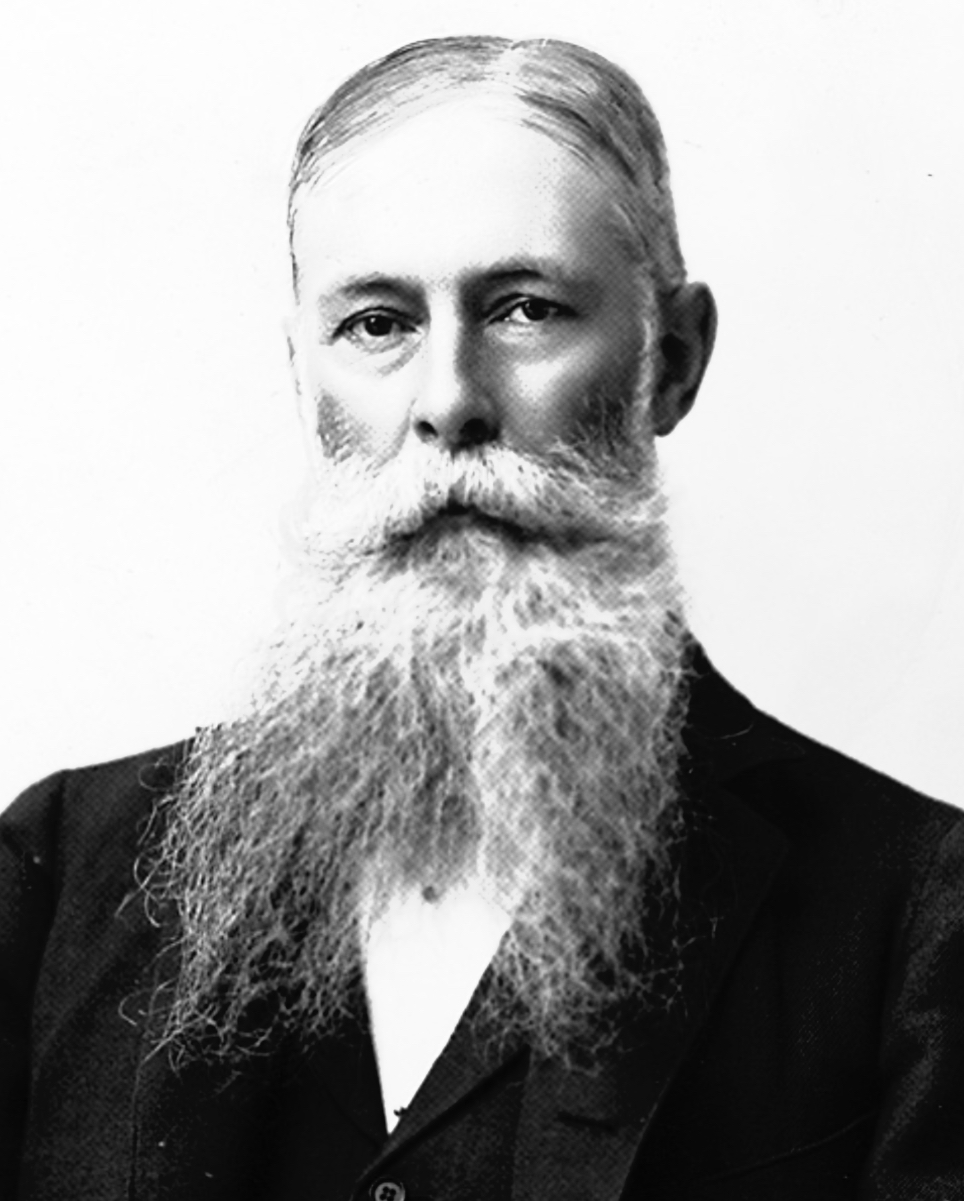
Foto de Sanford B. Dole, único regente del Gobierno Provisional, Territorio y República de Hawái.

Sanford Ballard Dole fue un político y jurista de Hawái como un reino, protectorado, república y territorio. Nació el 23 de abril de 1844 y falleció el 9 de junio de 1926. Fue el único presidente que existió en Hawái, asegurando un traspaso desde la independencia a la anexión de Hawái a los Estados Unidos.

## Biografía

### Sus primeros años
Dole nació en Honolulu, en el seno de una familia de misioneros protestantes cristianos que venían desde Nueva Inglaterra en los Estados Unidos. Su primo, James Dole, fue un magnate de las piñas, quien más tarde sería conocido como el reverendo Dole.
Dole fue parte de la comunidad inmigrante rica, que formaba la élite de la sociedad en las islas de Hawái, donde estableció una presencia dominante en la política local. Trabajó como abogado de éxito y fue amigo del rey Kalākaua y la reina Liliʻuokalani. Dole buscó y defendió la occidentalización de la sociedad y cultura de Hawái. Antes de aceptar ser presidente en el Gobierno Provisional, Dole fue uno de los tres Jueces de la Corte Suprema del Reino de Hawái.

### Constitución de 1887
Dole participó en la revolución de 1887 en la cual, los comerciantes y los agricultores del azúcar forzaron la adopción de la Constitución de 1887, escrita por el ministro del Interior Lorrin A. Thurston. En ella, se eliminaba el voto de toda la población asiática y dejaba sin voto a la mayoría de los nativos, para dar más poder a los inmigrantes europeos del Reino. Esto también minimizaba el poder la Monarquía en favor de un gobierno regido por un Concejo designado por el Privy Council, el Gabinete Real.

### El final de la monarquía

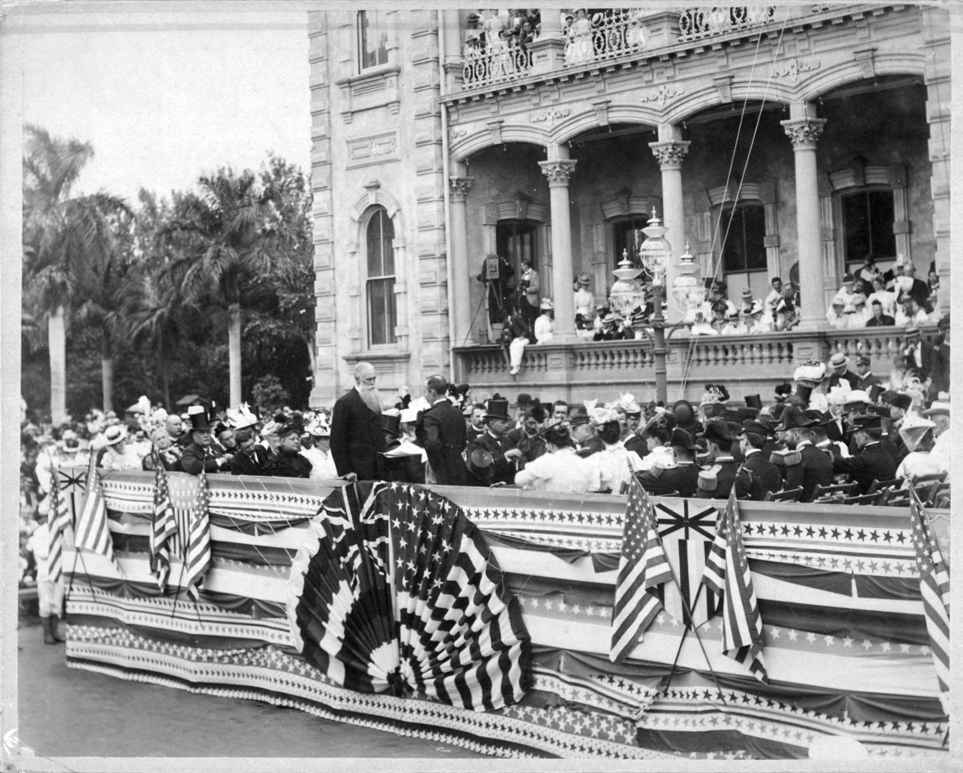
Sanford B. Dole, a la izquierda, continuó como presidente del nuevo territorio de Hawái hasta que la Ley Orgánica de Hawái de 1900 estableció un gobierno territorial permanente dirigido por un gobernador.

El Informe Blount de 17 de julio de 1893 alegaba que el Comité de Seguridad de Hawái conspiró con el embajador de Estados Unidos, John L. Stevens, para traer al Cuerpo de Marines de Estados Unidos, para derrocar por la fuerza a la Reina Liliʻuokalani, y declarar un Gobierno Provisional de Hawái formado por miembros del Comité de Seguridad. El Informe Morgan de 26 de febrero de 1894 lo investigó en profundidad, y concluyó que la insurgencia era local, y estaba motivada por la historia de corrupción de la monarquía, y que las tropas americanas sólo participaron para proteger las propiedades y ciudadanos americanos, no teniendo ningún papel en el final de la monarquía de Hawái.
En cualquier caso, la monarquía acabó en enero de 1893, y el Gobierno Provisional fue reconocido por todas las naciones con vínculos diplomáticos con el reino de Hawái como el gobierno legítimo de las islas dentro de las primeras 48 horas del golpe de Estado. Tras un intento frustrado de rebelión armada unos años más tarde, la reina finalmente abdicó de forma oficial en 1896.
Con la elección de Grover Cleveland como presidente de los Estados Unidos, las esperanzas del Gobierno Provisional de anexión se vieron aplazadas por un tiempo. Es más, Cleveland trató directamente de reinstaurar la monarquía, según una investigación dirigida por James Henderson Blount. El 16 de noviembre de 1893, Albert Willis presentó la solicitud de Cleveland para que la reina garantizase amnistía a los revolucionarios en la vuelta al poder pero inicialmente la reina se opuso, reclamando la pena capital para los implicados. El 18 de diciembre de 1893 la reina cambió de idea, pero para entonces Cleveland había llevado el asunto al Congreso, que lo delegó al Informe Morgan. El 23 de diciembre, desconociendo que Cleveland había traspasado el tema al Congreso, Willis presentó al Gobierno Provisional la solicitud de Cleveland de restaurar a la reina en el trono. El Gobierno Provisional rehusó dicha solicitud y, al año siguiente, mantuvo una convención institucional el día 4 de julio, estableciendo oficialmente la República de Hawái.

### Presidente de la República
Lorrin A. Thuston rechazó la presidencia y Dole fue elegido en su lugar para liderar el gobierno provisional. Dole sería el primer y único presidente desde 1894 a 1900. Dole por su parte encargó a Thurston liderar el grupo de cabildeo para que Hawái se anexará a los Estados Unidos, enviándolo a Washington D. C.
El gobierno de Dole sufrió varios intentos de restaurar la monarquía, incluyendo una rebelión armada en la cual participó Robert William Wilcox; a Wilcox y los otros conspiradores se les redujo o conmutó la sentencia gracias a Dole, después de ser sentenciados a muerte. Dole fue un buen diplomático: todas las naciones que en su día reconocieron el Reino de Hawái también reconocieron la República de Hawái.

### Gobernador y juez
El presidente William McKinley eligió a Dole para ser el primer gobernador del territorio de Hawái tras su anexión a los Estados Unidos. Dole asumió el cargo en 1900, pero dimitió en 1903 para aceptar el cargo de juez de la corte del distrito. Trabajó en este puesto hasta 1915 y murió después de una serie de ataques en 1926. Su cenizas están enterradas en el cementerio de la iglesia de Kawaiaha'o, que está en el Valle Kalihi, en la isla de Oʻahu.